# Marie Poussepin
Marie Poussepin (14 d'octubre de 1653, Dourdan - † 24 de gener de 1744, Sainville) fou una religiosa catòlica dominica fundadora de la congregació de les Germanes de la Caritat Dominiques de la Presentació, dedicada a ajudar els més desfavorits i més tard dedicada a l'ensenyament a Europa, Àfrica, Àsia i Llatinoamèrica.

## Biografia
Els seus pares, Claude Poussepin i Julienne Fourrier, tenien una important fàbrica de mitges de seda a Dourdan. Tingué sis germans, però quatre van morir durant la infància a conseqüència de l'alta mortaldat infantil de l'època.
La seva instrucció escolar fou escassa, com era habitual aleshores entre les nenes pertanyents a la seva classe social. El seu pare va morir a Dourdan el 21 de juliol del 1683. Marie quedà sola amb el seu únic germà viu, Claude. Amb 31 anys començà a treballar al taller de fabricació de la família, després de la mort dels pares tingué la responsabilitat total del negoci.

## Germanes de la Caritat Dominiques de la Presentació
Poc temps després d'estar a Sainville, se li va unir un reduït nombre de joves que no disposaven de mitjans de subsistència, ella els ajudava ensenyant-los a conviure cristianament amb els més respectats principis i a fer de llur vida un servei per als necessitats, seguint l'exemple de Jesucrist. Neix així la primera comunitat de germanes dominiques, dedicades al servei de la caritat. Decideixen que la Mare de Déu de la Presentació fos llur patrona.
A partir del 1696 Marie Poussepin inicià les gestions legals necessàries per aconseguir l'aprovació oficial de la congregació. Els tràmits són llargs i la congregació sembla un somni molt llunyà, però finalment l'obtingué el 1724.
Les constitucions de la congregació, que ja havia començat a estendre's per diferents diòcesis franceses, són autoritzades el 1738 pel bisbe de Chartres. Aquest fet significa el reconeixement oficial de la congregació per part de l'Església.
En el seu últim testament, Marie Poussepin recomanà a les germanes tenir un zel viu per la instrucció de la joventut, la cura dels pobres malalts, l'esperit de pobresa i l'amor per la feina.

## Beatificació
Per la seva tasca durant tota la seva vida al servei dels altres, Marie Poussepin fou beatificada el 20 de novembre del 1994 a Roma per Joan Pau II, rebent el títol d'Apòstol Social de la Caritat.

## La congregació en l'actualitat
La Congregació de les Dominiques de la Presentació de la Mare de Déu és un institut religiós de dret pontifici, internacional i centralitzat, el govern és exercit per una priora general. La seu central es troba a Roma (Itàlia).
Les dominiques de la Presentació es dediquen a diferents obres socials i espirituals, especialment a l'atenció d'hospitals, clíniques, orfenats, asils per a ancians i escoles. Aquestes religioses vesteixen un hàbit compost per una túnica blanca i vel negre i formen part de la família dominica. En 2017, l'institut comptava amb 2.106 religioses i 288 comunitats, presents en Antilles Holandeses, Argentina, Bolívia, Burkina Faso, Camerun, el Txad, Xile, Colòmbia, Corea del Sud, Costa d'Ivori, Cuba, Equador, El Salvador, Espanya, Estats Units, França, Guatemala, Índia, l'Iraq, Itàlia, Haití, Hondures, Mèxic, Nicaragua, Palestina, Panamà, Paraguai, Perú, Puerto Rico, Regne Unit, República Dominicana, Uruguai i Veneçuela.